# はじまりのうた (七緒香のアルバム)
『はじまりのうた』は、七緒香の2作目のアルバム。

## 内容
PAMELAHのギタリスト、小澤正澄が全曲の編曲、プロデュースを手がけた作品。タイトル曲「はじまりのうた」ではギターを、「カイト」ではフルートを演奏した。前作『七音』よりは、落ち着いた曲が主になっている。このアルバムのリリースを最後に七緒は活動停止した。

## 収録曲
1. はじまりのうた
2. 真昼の闇
3. バイオリズム
4. なごり雪 - 原曲：かぐや姫
5. マルタナの丘
  - 5枚目のシングル。毎日放送『爆烈!シャンプー』エンディングテーマ。
6. 紫陽花（あじさい）
7. トワノハナ
8. カイト
9. 嘘
10. 感情のしっぽ (album ver.)
  - 5枚目のシングル「マルタナの丘」のカップリング。アルバムバージョンで収録。
11. 命の水
  - 4枚目のシングル。ミズノ「スーパースター」CMソング。

作詞:七緒香(1～3,5～11)、伊勢正三(4)
作曲:七緒香(1,3,5～7,10,11)、小澤正澄(2,8,9)、伊勢正三(4)
編曲:小澤正澄(1～11)

## 参加ミュージシャン
- 七緒香 - ボーカル
  - 小澤正澄（PAMELAH） - ギター、ベース、キーボード、プログラミング
  - 大田紳一郎 - コーラス